# يواف ساغي
يواف ساغي (بالعبرية: יואב שגיא) ناشط إسرائيلي في مجال الحفاظ على البيئة. وكان أحد رؤساء جمعية حماية الطبيعة في إسرائيل، وكان له نشاطات هامة في مجال الحفاظ على البيئة والطبيعة.
وحصل على جائزة إسرائيل، في عام 1980، للمساهمة الخاصة للمجتمع والدولة في مجال حماية البيئة.

## نشاطه في مجال البيئة
بدأ عمله في جمعية حماية الطبيعة في عام 1962 كمفتش ميداني ومرشد في منطقة الجليل وفي عام 1964 أسس وأدار مدرسة جبل الجرمق. وفي الأعوام 1977-1986، شغل ساجي منصب الرئيس التنفيذي لجمعية حماية الطبيعة وفي الأعوام 1988-1998 منصب الرئيس. ومن خلال هذه المناصب شارك في كتابة أوراق المواقف والدراسات المهنية، وكان خبيرًا في مجال الحفاظ على الطبيعة والبيئة، ومثل هذه القضايا أمام الهيئات الحكومية والمنظمات غير الحكومية. فمن 1993 إلى 1995 مثل الحكومة الإسرائيلية في مجال البيئة كعضو في وفد مفاوضات السلام مع الأردن. وصاغ مع نظيره الأردني الملحق البيئي لاتفاقية السلام. ومثل ساغي منظمات بيئية مدنية لسنوات عديدة كعضو في مجلس التخطيط والبناء الوطني. وكعضو في مجلس أراضي إسرائيل.
ومنذ عام 1990، ترأس ساغي معهد DSA الذي يصوغ التوصيات من أجل سن سياسات المحافظة على المساحات المفتوحة، وقد أسسه في إطار جمعية حماية الطبيعة. والغرض من هذا المعهد هو الحفاظ على المساحات المفتوحة، بما في ذلك إنشاء صندوق الحفاظ على المساحات المفتوحة، والذي يخصص سنويًا 1٪ من عائدات هيئة الأراضي الإسرائيلية (حوالي 80 مليون شيكل) للحفاظ على المساحات المفتوحة وإعادة تأهيلها وزراعتها في جميع أنحاء البلاد. ويشغل ساغي منصب رئيس اللجنة الإسرائيلية للاتحاد الدولي للحفاظ على الطبيعة والموارد الطبيعية (IUCN) وهو عضو في لجنة التراث العالمي التابعة للجنة اليونسكو لوزراء التربية والتعليم الإسرائيلية.

## جوائز
حصل على جائزة إسرائيل، في عام 1980، للمساهمة الخاصة للمجتمع والدولة في مجال حماية البيئة.
تم اختيار يوآف ساغي من قبل صحيفة " TheMarker " كواحد من 101 شخصية مؤثرة لعام 2010، والذين «يجعلون من إسرائيل مكانًا أفضل للعيش». واختير في فئة «التخطيط والبيئة».